# Garbo The Musical
Garbo The Musical är en musikal av Michael Reed/Jim Steinman (musik) och Warner Brown (text).
Musikalen uruppfördes på Oscarsteatern i Stockholm 18 september 2002 i regi av Scott Faris, koreografi Adam Cooper och scenografi Per Johnson. Kapellmästare var Mats Sköldberg och Nick Davies. 

## Roller
- Greta Garbo: Gunilla Backman
- Mauritz Stiller: Dan Ekborg
- Mercedez da Costa: Petra Nielsen
- Cecil Beaton: Daniel Engman
- Elisabeth: Malena Laszlo
- Louis B. Mayer: Fred Johanson
- Irving Thalberg: Fredrik Lycke
- John Gilbert: Michael Dalager
- Anna Gustafsson: Pia Green
- Producenten: Thomas Ahlgren
- Pojken: Conny Bäckström
- Rouben Mamoulian: Magnus Sjögren
- Understudy Garbo: Annica Edstam
- Understudy Mercedes: Anna Widing
- Understudy L.B Mayer: Anders Butta Börjesson
- Alva / Understudy Elisabeth: Linda Östergren
- Dansare / Reporter: Elisabeth Edgren
- Manager: Daniel Engström
- Dansare: Anna Granath
- Dansare: Hans Johansson
- Dansare: Jennie Larsson
- Dansare: Niklas Löjdmark
- Dansare: Anna Norberg
- Dansare: Eddie Smart
- Dansare: Anna Thiam
- Danskapten: Conny Laxell
- Sångare: Linda Hedberg
- Sångare: Kristian Kaspersen[1]

## Lista över sånger

### Akt 1
- Bilden lever
- En hemlig plats
- Du kan ha rätt
- Centrum av din hela värld
- Staden i svart och vitt
- Den delade duken/Två liv
- Gör mig till man
- I mörkret av din själ

### Akt 2
- En enkel tid
- Maktens spel
- Vad kan hon tänka?
- Inget
- Ett lejons vrål
- Image
- Den vilda sidan
- Kan man fly från livet?